# Samsung Galaxy C5
Il Samsung Galaxy C5 (codice del modello: SM-C5000) è uno smartphone Android dual SIM prodotto da Samsung, facente parte della serie Samsung Galaxy C.

## Caratteristiche tecniche

### Hardware
Il Galaxy C5 è uno smartphone con form factor di tipo slate, misura 145.9 x 72 x 6.7 millimetri e pesa 143 grammi.
Il dispositivo è dotato di connettività GSM, HSPA, LTE, di Wi-Fi dual-band 802.11 a/b/g/n con supporto a Wi-Fi Direct ed hotspot, di Bluetooth 4.2 con A2DP ed LE, di GPS con A-GPS, GLONASS, BDS (in base alla regione), di NFC, di radio FM RDS e di supporto ANT+. Ha una porta microUSB 2.0 ed un ingresso per jack audio da 3.5 mm.
Il Galaxy C5 è dotato di schermo touchscreen capacitivo da 5,2 pollici di diagonale, di tipo S-AMOLED con aspect ratio 16:9 e risoluzione full HD 1080 x 1920 pixel (densità di 424 pixel per pollice). Il frame laterale è in alluminio ed il retro è in alluminio, con un design simile a quello dell'iPhone 6s. La batteria agli ioni di litio da 2600 mAh non è removibile dall'utente.
Il chipset è un Qualcomm Snapdragon 617, con processo di produzione a 28 nanometri e CPU octa-core. La memoria interna di tipo eMMC 5.1 è da 32 o 64 GB, mentre la RAM è di 4 GB.
La fotocamera posteriore ha un sensore CMOS da 16 megapixel, dotata di autofocus, HDR e doppio flash LED, in grado di registrare al massimo video Full HD a 30 fotogrammi al secondo, mentre la fotocamera anteriore è da 8 megapixel.

### Software
Il sistema operativo è Android, in versione Marshmallow 6.0.1, aggiornabile ufficialmente fino ad Android 8.0 Oreo.
Ha l'interfaccia utente TouchWiz e l'assistente vocale S Voice.

## Commercializzazione
Il dispositivo è stato immesso sul mercato a metà 2016.

## Varianti

### Galaxy C5 Pro
Il Samsung Galaxy C5 Pro è una variante "aggiornata" del Galaxy C5, commercializzata a marzo 2017. Differisce dal C5 principalmente per la presenza di un chipset Snapdragon 626 (anziché 617), ma anche per la fotocamera anteriore da 16 megapixel (anziché 8), per la presenza di Android Nougat di serie e per il connettore USB-C 1.0.